# Heřman Janda
Heřman Janda (21. srpna 1860 Budohostice – 31. května 1904 Budohostice) byl český politik, poslanec Českého zemského sněmu a Říšské rady.

## Životopis
Byl synem statkáře a sedláckého aktivisty z Podřipska Václava Jandy. Heřman Janda vystudoval městské gymnázium na Malé Straně v Praze, pak studoval práva na Univerzitě Karlově. V databázi poslanců zemského sněmu se ale později uvádí bez akademického titulu. Věnoval se pak správě svého statku.
Od roku 1890 zasedal jako poslanec Českého zemského sněmu za mladočeskou stranu. Podle dobového zdroje se ale poslancem stal až v doplňovacích volbách v září 1892, za kurii venkovských obcí, obvod Hořice, Nová Paka. Mandát obhájil i v řádných zemských volbách roku 1895 a zemských volbách roku 1901. Nyní zastupoval kurii venkovských obcí, obvod Slaný, Velvary, Libochovice. V zemském sněmu setrval až do své smrti v roce 1904. Po doplňovací volbě ho pak nahradil Heřman Janovský.
V roce 1895 se stal i poslancem Říšské rady (celostátní zákonodárný sbor), kde zastupoval kurii venkovských obcí, obvod Karlín atd. Nastoupil 9. července 1895 místo Františka Tilšera. Mandát obhájil ve volbách roku 1897, nyní za všeobecnou kurii, obvod Mladá Boleslav, Benátky nad Jizerou, Turnov atd. Ve vídeňském parlamentu setrval do konce funkčního období sněmovny, tedy do roku 1901.
Byl předsedou českého odboru Zemské zemědělské rady. Po svém prvním zvolení nicméně nedostal od císaře potvrzení ke jmenování do této funkce. Pak ale byl jmenován a na tomto postu setrval až do roku 1903. Zaměřoval se na zemědělská témata, byl členem regionálních hospodářských spolků, podílel se na založení místního cukrovaru.
Zemřel na ledvinovou nemoc ve věku necelých 44 let na svém statku.